# タテハモドキ族
タテハモドキ族（学名：Junoniini）は、タテハチョウ科の族の一つである。

## 分布
主にアフリカに分布するが、タテハモドキ属 Junonia とメスアカムラサキ属 Hypolimnas に属する一部の種はアジアとオーストラリアで見られる 。

## 下位分類
以下の6属が含まれる。下位分類は WAHLBERG, BROWER & NYLIN (2005) に、和名は 徳重, 森 & 福崎 (2020) に拠った。
- タテハモドキ属 Junonia Hübner, 1819
- シンジュタテハ属 Salamis  Boisduval, 1833
- キオビコノハ属 Yoma  Doherty, 1886
- 属 Protogoniomorpha  Wallengren, 1857
- アフリカタテハモドキ属 Precis  Hübner, 1819
- メスアカムラサキ属 Hypolimnas Hübner, 1819